# Ляшенко, Иван Фёдорович
Иван Федорович Ляшенко (14 февраля 1927 — 12 декабря 1998) — советский и украинский музыковед и педагог, доктор искусствоведения, заслуженный деятель искусств Украины, член Союза композиторов Украины.

## Биография
Родился 14 февраля 1927 года в селе Николаевке Новосветловского района Луганской области. Принимал участие в Великой Отечественной войне.
В 1948 году окончил Львовскую консерваторию как кларнетист, в 1951 году — как музыковед. Член ВКП (б) с 1951 года.
В 1955—1965 годах — научный сотрудник Института искусствоведения, фольклора и этнографии им. М. Т. Рыльского НАН Украины. С 1965 года — преподаватель Киевской консерватории, в 1965—1968 годах — проректор, в 1968—1974 годах — ректор. В 1974—1989 годах — на научной работе в Институте искусствоведения, фольклора и этнографии им. М. Т. Рыльского НАН Украины.
С 1989 года возвращается к работе в консерватории, возглавляет кафедру истории украинской музыки. С 1995 года — проректор. В 1996 году — академик-учредитель Академии искусств Украины.
Умер 12 декабря 1998 года. Похоронен в Киеве на Байковом кладбище.

## Научная деятельность
Иван Ляшенко — автор более 200 научных работ и статей, среди которых:
- «Народность и национальная характерность музыки» (1959);
- «Музыка в системе эстетического воспитания» (1962);
- «Героическая современность требует героических образов» (1962);
- «О интернациональные связи украинской советской музыки» (1965);
- «Музыка в жизни человека» (1963, 1967);
- «Национальные традиции в музыке как исторический процесс» (1973);
- «Национальное и интернациональное в музыке» (1990);
- «Украинская художественная культура» (1996, в соавторстве).

## Награды
Награждён орденами «За заслуги» III степени (1997), Трудового Красного Знамени, Великой Отечественной войны II степени, Серебряной медалью АМУ (1999).
Творческие достижения И. Ф. Ляшенко отмечены званием лауреата Всесоюзного конкурса имени Б. Асафьева и премией в области литературно-художественной критики имени А. Билецкого.